# Utah Jazz 1982-1983
La stagione 1982-83 degli Utah Jazz fu la 9ª nella NBA per la franchigia.
Gli Utah Jazz arrivarono quinti nella Midwest Division della Western Conference con un record di 30-52, non qualificandosi per i play-off.

## Roster
| N° | Naz.                   | Ruolo | Sportivo         | Anno | Alt. | Peso |
| -- | ---------------------- | ----- | ---------------- | ---- | ---- | ---- |
| 4  | Stati Uniti (bandiera) | GA    | Adrian Dantley   | 1956 | 196  | 94   |
| 5  | Stati Uniti (bandiera) | GA    | Freeman Williams | 1956 | 193  | 86   |
| 11 | Stati Uniti (bandiera) | A     | J.J. Anderson    | 1960 | 203  | 88   |
| 14 | Stati Uniti (bandiera) | G     | Rickey Green     | 1954 | 183  | 77   |
| 18 | Stati Uniti (bandiera) | G     | Kenny Natt       | 1958 | 191  | 84   |
| 20 | Stati Uniti (bandiera) | GA    | John Drew        | 1954 | 198  | 93   |
| 24 | Stati Uniti (bandiera) | AC    | Danny Schayes    | 1959 | 211  | 107  |
| 25 | Stati Uniti (bandiera) | G     | Rickey Williams  | 1957 | 185  | 79   |
| 31 | Stati Uniti (bandiera) | G     | Jerry Eaves      | 1959 | 193  | 82   |
| 35 | Stati Uniti (bandiera) | G     | Darrell Griffith | 1958 | 193  | 86   |
| 44 | Stati Uniti (bandiera) | AC    | Rich Kelley      | 1953 | 213  | 107  |
| 45 | Stati Uniti (bandiera) | AC    | Jeff Wilkins     | 1955 | 211  | 104  |
| 50 | Stati Uniti (bandiera) | AC    | Ben Poquette     | 1955 | 206  | 107  |
| 53 | Stati Uniti (bandiera) | C     | Mark Eaton       | 1957 | 224  | 125  |

## Staff tecnico
- Allenatore: Frank Layden
- Vice-allenatori: Phil Johnson, Scott Layden